# Societat Coral de Bilbao
La Societat Coral de Bilbao (en basc, Bilboko Koral Elkartea i en castellà Sociedad Coral de Bilbao) és una associació i entitat cultural sense ànim de lucre declarada d'Interès General pel Govern Basc, dedicada a fomentar l'activitat musical. Va ser fundada el 1886 amb el nom de "Orfeón Bilbaíno". En l'actualitat consta de tres cors i un conservatori.

## Història
Cap a l'any 1880 el violinista bilbaí Cleto Alaña va formar un petit Orfeó que intervenia en misses i serenates. El 1886 es va anunciar a Durango la celebració d'un concurs d'orfeons i Alaña es volgué concórrer amb el seu Orfeó, ara bé, ampliat i amb director solvent i d'autoritat, de manera que va trucar a Cleto Zabala, que acabava de perfeccionar estudis a Itàlia. A l'Orfeó sumà el conjunt dels cantaires de les capelles parroquials i els que amenitzaven les vetllades de les Societats "El Sitio" i "Euskalerria" i, finalment, assistiren a la competició. Així es va fundar l'Orfeó Bilbaí, el 22 de juny de 1886. Zabala va iniciar els assajos preparant amb minuciositat El regreso de los guerreros, de Gounod, el Aria di Chiesa, de Stradella, Bebamos, bebamos, de Rossini, i Astarloa, zortzico de Zabala. Un mes després de la creació de l'Orfeó Bilbaí, el dia 25 de juliol del mateix 1886, va tenir lloc el concurs, obtenint el primer premi i igual guardó un mes més tard al concurs Internacional de Sant Sebastià; a aquest es presentà ja amb el títol de "Societat Coral de Bilbao".
Va aconseguir nous triomfs a Madrid i a Barcelona. Va patir un contratemps de caràcter econòmic a París, el que va fer dimitir a Cleto Zabala, succeint-lo Aureliano de la Valle, en 1889, que va proporcionar a la Societat diversos premis en diversos certàmens. Per poder interpretar les grans obres simfonicocorals es va convertir en cor mixt i va ser la primera agrupació que va executar el Rèquiem de Brahms, La condenación de Fausto, de Berlioz, etc. Jesús Guridi Bidaola va reemplaçar a Aureliano de la Valle que va ampliar el repertori, sobretot amb composicions folklòriques, i component gran part de la seva important producció coral, basada en els cants populars bascos. En traslladar la seva residència a Madrid es va encarregar de la direcció Jesús Arámbarri y Gárate, tenint per sotsdirector a José María Olaizola; sota la direcció d'Arambarri va intervenir en el concert de l'Orquestra Nacional, a Madrid, el 19 d'abril de 1947, en la interpretació del Rèquiem, de Mozart. L'endemà, dirigit per José María Olaizola, va aconseguir gran èxit en desenvolupar una audició vocal al Monumental Cinema; amb ella va retre homenatge al seu director honorari, el mestre Jesús Guridi, pel seu ingrés a la Reial Acadèmia de Belles Arts de San Fernando; la tercera part la va dedicar exclusivament a la interpretació d'obres del compositor homenatjat, i executant produccions de Goicoechea, Escudero i Otaño.
Altres actuacions madrilenyes de la Coral van ser el 16 de desembre de 1949 i el 4 i 6 de novembre de 1960. En elles va col·laborar amb la Nacional; en la de 1949, regida per Argenta, va interpretar la Novena Simfonia, de Beethoven, i en les de 1960, conduïts per Frühbeck de Burgos, va cantar Carmina Burana, de Carl Orff. En programa va constar: "Maestros de coros, Carmelo Llorente". Va cessar Olaizola i li van succeir Modesto Arana -guardonat amb la Medalla de Belles Arts per la seva exemplar dedicació a la coral- i Rafael Frühbeck de Burgos, durant dos anys; a desplaçar-se a Madrid el 1962 per a ocupar la direcció de l'Orquestra Nacional d'Espanya, van nomenar director de la Coral a Juan Cordero Castaños, qui va prestar especial atenció a la renovació dels programes dels tradicionals concerts sacres, i ha dirigit, en primera audició, Christus i Sinfonía Dante, de Franz Liszt, Ismael a Egipto, de Haendel, i les reposicions dels Rèquiem de Mozart, Verdi i Brahms.
En els darrers anys, la Coral ha actuat amb la pràctica totalitat de les orquestres espanyoles, així com amb la Nacional de Puerto Rico, les Simfòniques de Moscou i de Sant Petersburg, les Nacionals de Tolosa, Lió i Bordeus. La Royal Philharmonic Orchestra, les simfòniques de Budapest, Berlín, Aquisgran i Dresden, la de Cambra de París o la Metropolitana de Tòquio. Ha estat dirigida per les batutes de Ros Marbà, Odón Alonso Ordás, Miguel Ángel Gómez Martínez, García Asensio, Theo Alcántara, José Ramón Encinar, Víctor Pablo Pérez, Juanjo Mena, Arturo Tamayo, Mstislav Rostropóvitx, Michel Plasson, George Prete, Aldo Ceccato, Gianandrea Noseda, John Nelson, Jerzy Semkow i Yutaka Sado entre d'altres. A la Quinzena Musical de Sant Sebastià, 2005. La seva projecció internacional va propiciar l'arribada a Bilbao d'un projecte cultural creat a Nantes amb el títol "la Folle Journée", que abans va arribar a Lisboa, i des de fa dos anys també se celebra a Tòquio. Però el caràcter dinàmic i emprenedor d'aquesta entitat cultural queda reflectit en la seva composició actual.
La Societat compta en l'actualitat amb tres cors que mantenen el seu propi calendari de concerts. Així, la Coral pròpiament dita o cor mixt, té prop de 150 components. El "Cor Euskeria", formació juvenil que serveix de pas intermedi abans d'accedir al cor mixt, suma més de 30 veus de nois i noies que descobreixen tota la bellesa del Barroc i del Renaixement amb el seu cant. El Cor del Conservatori, amb setanta nens, manté el planter de futurs cantaires amb excel·lents coneixements musicals, ja que tots ells estudien algun instrument. A més, el Conservatori de Grau Mitjà de la Societat Coral de Bilbao posseeix tres formacions orquestrals i una banda de música, on els alumnes del seu conservatori completen la seva formació musical.

## Directors
El su primer director fou el mestre Cleto Zabala. Entre els directors més destacats que el van succeir a la Societat es troben Aureliano Valle (1889-1912), organista de la basílica de Santiago, i Jesús Guridi Bidaola (1912-1923). A ells els succeríen Jesús Arámbarri y Gárate, José María Olaizola, Rafael Frühbeck de Burgos, Cordero Castaños, substituït pel mestre Orue, en 1969 Urbano Ruiz Laorden, professor de l'Orquestra Simfònica de Bilbao. Li succeeix el 1978 Joseba Sáez Ortuondo; a aquest, el 1981, Pascual Barturen que ocupa el lloc fins a 1983, any en què li passà a Julen Ezkurra. El 1984 accedeix al càrrec de director artístic Gorka Sierra, qui porta a la Societat aires de modernitat. En l'actualitat els directors de la Societat Coral són Urko Sangroniz, Jose Luis Ormazabal i Enrique Azurza, que es fa càrrec de la dirección artística de la Sociedad Coral de Bilbao l'abril del 2016.

## Presidents
Des de la seva creació el 1886, els presidents de l'entitat han estat els següents:
- Julio Lazurtegui (1886-1888)
- Vicente de Sarachu (1888)
- Ramiro de Echave (1889)
- Enrique Rasche (1890-1894)
- Tomás Amann (1894-1895)
- Gonzalo d'Artaza (1896-1898)
- Vicente Torre (1898-1900)
- Gabriel José de la Vall (1900-1902)
- Mario Losada (1902-1904)
- Francisco de Gamecho (1904-1908)
- Alfredo Echave (1909), José Power (1910)
- Emiliano d'Uruñuela (1911-1923)
- Enrique Omilla Larrazabal (1924-1925)
- Luis de Insausti (1926-1927)
- Ignacio C. de Careaga (1927-1929)
- Cándido Arrola (1930-1933)
- José J. Sautu (1934-1935)
- Francisco de Gamecho-Goicoechea (1936)
- A. Elías (1937), Cándido Arrola (1939-1942)
- JJ Sautu (1943-1944)
- Julián Moreno (1945-1956)
- JJ d'Azcoitia i Osca (1957-1962)
- Enrique Ornilla Benito (1963-1970)
- JA chaton Unzué (1971-1974), Fernando Tàpia (1975-1978)
- Juan ELUA (1979)
- Cecilio Guerricabeitia (1981-2013)
- José Miguel Lanzagorta (2013-)[3]

## Reconeixements
- Medalla d'Or al Mèrit de les Belles Arts (1986)
- Medalla del Centenari de la Cambra de Comerç, Indústria i Navegació de Bilbao (1986)
- Medalla d'Or de la Federació de Cors de Bizkaia (1986)
- Medalla del 50 Aniversari de la Fundación d'UNICEF (1996)
- Nomenament de Soci Colectiu per la Reial Societat Bascongada d'Amics del País (1997)
- Premi Andrés de Mañaricua y Nuere concedit per la Diputació Foral de Biscaia (1998)
- Premi de la Fundació Sabino Arana, en la categoria Societat (2001)
- Medalla UNICEF (2003)
- Medalla d'Honor de la Reial Acadèmia de Belles Arts de San Fernando (2005)
- Omenaldia Ibilaldia-Homenatje de la festa de las Ikastoles de Biscaia por la continua tasca de difusió del folklore i l'euskera (2005)
- Medalla d'Or de la Villa de Bilbao (2007)
- “Embajadores del Txakoli de Bizkaia”, nomenats pel Consell de Denominació d'Origen de Bizkaiko Txakolina (2007)
- Dama Bilbaina, atorgat per la Societat Bilbaina (2013)